# Размеднитель
Размеднитель — компонент артиллерийского заряда, предназначенный для снижения омеднения внутренней поверхности канала ствола при ведении огня снарядами с медным ведущим пояском. В качестве размеднителя используются те химические элементы (олово, свинец и т. п.), которые способны образовать во взаимодействии с медью легкоплавкий сплав.
Как правило, размеднительный элемент представляет собой несколько витков свинцовой проволоки диаметром 2—3 мм, которые укладываются сверху на пороховую навеску. Его оптимальная масса около 1 % от массы метательного заряда. Принцип действия размеднителя заключается в связывании частиц меди расплавленным свинцом, который удаляется из ствола потоком пороховых газов.